# ローランド・ニルソン
ローランド・ニルソン（Nils Lennart Roland Nilsson, 1963年11月27日 - ）は、スウェーデンの元サッカー選手、サッカー指導者。元スウェーデン代表。現役時代のポジションはディフェンダー。
スウェーデン代表として116試合に出場し、これは同国代表歴代8位の記録である（2022年5月現在）。また、20年以上におよぶキャリアの中で、UEFAカップ優勝、FIFAワールドカップ3位、UEFAチャンピオンズカップおよび欧州選手権で準決勝進出などの戦績を収めた。

## 経歴

### 選手
ヘルシンボリに生まれ、17歳で地元のクラブ・ヘルシンボリIFで、主に右サイドバックを務め、選手としてのキャリアをスタートさせた。すぐにトップチームに定着し、スウェーデンサッカー界における若手スター選手という評価を得るようになった。質の高いパフォーマンスによって、1983年にスウェーデンの名門ヨーテボリに移籍した。
ヘルシンボリでは将来を嘱望される存在であったが、ヨーテボリでの最初の2シーズンは大半をベンチで過ごすこととなった。しかし、チーム内で地位を確立していき、1985シーズンにはついにレギュラーの座を掴んだ。シーズン後半、ヨーテボリはチャンピオンズカップでフェネルバフチェやアバディーンなどを倒し勝ち進んだが、最終的には準決勝でバルセロナにPK戦で敗れた（ニルソン自身もその際にPKを失敗している）。
1986年5月1日、チャンピオンズカップ敗退直後にスウェーデン代表デビュー。対戦相手はギリシャで、試合はスコアレスドローとなった。1986-87シーズンのUEFAカップでは、インテル・ミラノなどを下して勝ち進み、決勝ではダンディー・ユナイテッドを破って優勝。ニルソンもこの結果に大きく貢献した。
1989年12月、375,000ポンドでEFL1部のシェフィールド・ウェンズデイに移籍。最初のシーズンで2部に降格してしまったが、ニルソンはクラブに残留し、1シーズンでの1部リーグ復帰に貢献。シェフィールドで過ごした期間の活躍により、サポーターの人気を得て、ヒルズボロ・スタジアムに活気を取り戻す先導的な存在となった。ニルソンが所属した期間のうち、1991シーズンにEFLカップ優勝、1993シーズンにはFAカップとリーグカップで準優勝し、30年ぶりにヨーロッパの主要大会に出場した。シェフィールドのファンには、クラブにおいてニルソンが最高の右サイドバックであり、最高の外国籍選手であると考える人が多くいる。これは、2007年にイギリスのサッカーメディア「ヴァイタル・フットボール」が行った「クラブ史上最も偉大な右サイドバック」のアンケートで1位となったことでも明らかとなった。
シェフィールド所属時、スウェーデン代表としては2つの国際大会に出場。1990 FIFAワールドカップでは、ブラジル、スコットランド、コスタ・リカと同組となり、3試合とも1-2で敗れ、スウェーデンにとっては散々な結果となった。しかし母国開催となったユーロ '92ではチームは立ち直り、準決勝に進出。ニルソンは、これら2大会のすべての試合に出場した。
1994年1月、ホームシックになったと打ち明け、母国のクラブへの移籍を求めた。しかし監督であったトレヴァー・フランシスの説得により、シーズン終了まではクラブに残り、その後無条件で放出されることとなった。シェフィールド・ウェンズデイを去った後、古巣のヘルシンボリに復帰した。その年の夏、スウェーデン代表としてワールドカップに出場。ニルソンは全試合に出場し、3位入賞に貢献した。
その後3シーズンをヘルシンボリでプレイし、その間にクラブはアルスヴェンスカンとスウェーデンカップの両方で準優勝を果たした。1996年には、スウェーデンの年間最優秀選手賞であるグルドボレンを受賞。この時点で、残りのキャリアをヘルシンボリで過ごすつもりであった。しかし1997年に、シェフィールド・ウェンズデイ時代の監督であったロン・アトキンソンから200,000ポンドでコヴェントリー・シティと契約するオファーがあり、ニルソンもそれを受け入れた。
33歳になっていたが、ニルソンはコヴェントリーの最年長選手には程遠かった。スティーヴ・オグリゾヴィッチとケヴィン・リチャードソンはどちらも30代後半で、ゴードン・ストラカンは40歳であった。シーズン序盤の成績が振るわず、1997年11月、アトキンソンに代わってストラカンが監督に就任した。この監督交代も劇的な改善には繋がらず、シーズン中、コヴェントリーは降格圏内をさまよった。シーズン最終節、プレミアリーグ残留のためにはトッテナムに勝利する必要があったが、チームはそれを成し遂げた。
コヴェントリーでさらに1シーズンを過ごした後、再びヘルシンボリに戻り、2シーズンプレイした。UEFA EURO 2000がニルソンにとって最後の国際舞台となった。スウェーデンの初戦、共同開催国であるベルギー戦に先発出場したが、守備のミスからベルギーのバルト・ホールに先制ゴールを奪われ、自身は脳震盪でハーフタイムに交代。以降、この大会での出場機会はなかった。この冷遇の後も、スウェーデン代表としてさらに4試合に出場。2000年10月11日のスロヴァキア戦が最後の代表戦であり、結果はデビュー戦と同じくスコアレスドローであった。

### 監督

#### コヴェントリー・シティFC
2001年5月、コヴェントリー・シティはプレミアリーグから降格し、EFL1部で迎えたシーズン序盤の成績不振により、ゴードン・ストラカンが辞任。監督経験はなかったが、ストラカンに代わって選手兼監督に就任した。代役として多くの勝利を収めた後、正式に監督に就任し、年明け以降クラブは一時的にリーグ首位にも立った。しかし、この期待に応えることはできず、コヴェントリーはシーズンの大半をまとまりを欠く状態から抜け出せなかった。2002年1月、経験豊富なジム・スミスがアシスタント・コーチに就き、ニルソンは監督に専念するため、4月に現役引退を発表した。しかし、これはうまくいかず、コヴェントリーはプレイオフ進出を逃し、2002年4月、ニルソンとスミスは解任された。コヴェントリーではリーグ戦43試合で指揮を執り、勝率は44.13%であった。これはクラブの他の監督と比べても劣らない数字である。

#### GAIS
コヴェントリーを去った後、ヘルシンボリのユースチームを経て、2003年12月18日、GAISの監督に就任した。チームに負傷者が相次いだ際には選手としても復帰し、公式戦にも出場。2005年、プレイオフでランズクルーナBoISに2-1で勝利し、6シーズンぶりのアルスヴェンスカン昇格を果たした。

#### マルメFF
2007年10月10日、マルメはセレン・オーケビーの後任監督としてニルソンと4年契約を交わしたと発表した。マルメはかつて所属したヘルシンボリやヨーテボリのライバルであり、この就任は物議を醸した。最初の2シーズンはあまりうまくいかず、2008シーズン、2009シーズンともに中位に終わった。しかし、2010シーズンは勝てるチームを作り上げ、シーズンを通して上位で戦い、ついにリーグ優勝を果たした。最後にマルメで指揮を執ったのは、3-0で勝利したスウェーデンカップのハルムスタッズBK戦である。

#### FCコペンハーゲン
長いこと噂には上がっていたとおり、2011年4月1日、ストーレ・ソルバッケンの後任としてFCコペンハーゲンの監督に就任することが発表された。6月1日、クラブに合流。2012年1月9日、スーペルリーガの首位であったにもかかわらず、就任からわずか半年で解任され、スポーツ・ダイレクターを務めていたカルステン・V・イェンセンが後任に就いた。

## 個人成績

### 代表
| スウェーデン代表 | 国際Aマッチ | 国際Aマッチ |
| 年               | 出場        | 得点        |
| ---------------- | ----------- | ----------- |
| 1986             | 6           | 0           |
| 1987             | 5           | 0           |
| 1988             | 8           | 0           |
| 1989             | 9           | 0           |
| 1990             | 9           | 0           |
| 1991             | 4           | 0           |
| 1992             | 8           | 0           |
| 1993             | 8           | 0           |
| 1994             | 15          | 0           |
| 1995             | 4           | 0           |
| 1996             | 11          | 0           |
| 1997             | 6           | 0           |
| 1998             | 6           | 0           |
| 1999             | 7           | 0           |
| 2000             | 10          | 1           |
| 通算             | 116         | 1           |

## タイトル

### 選手
IFKヨーテボリ
- アルスヴェンスカン（1984）
- UEFAカップ（1986-87）

シェフィールド・ウェンズデイFC
- EFLカップ（1991）

ヘルシンボリIF
- アルスヴェンスカン（1999）

個人
- グルドボレン（1996）
- スウェーデン年間最優秀ディフェンダー（1996、1999）

### 監督
マルメFF
- アルスヴェンスカン（2010）

個人
- スウェーデン年間最優秀監督（2010）